# Буркгард Гойзінгер фон Вальдегг
Буркгард Гойзінгер фон Вальдегг (нім. Burkhard Heusinger von Waldegg; 27 травня 1920, Берлін — 12 серпня 1944, Індійський океан) — німецький підводник, оберлейтенант-цур-зее крігсмаріне.

## Біографія
В 1938 році вступив в крігсмаріне і розпочав навчання в Штральзунді. В лютому-червні 1939 року служив на навчальному вітрильнику «Альберт Лео Шлагетер», в липні-вересні — на легкому крейсері «Емден». З червня 1941 по лютий 1942 року проходив курс вахтового офіцера в 5-й навчальній флотилії, після чого ознайомився з будовою великих підводних човнів типу IXD2 в Бремені. З 14 березня 1942 року — перший вахтовий офіцер підводного човна U-177, а 17 вересня вирушив у свій перший похід. Всього за час служби на U-177 взяв участь у двох походах (разом 312 днів у морі), під час яких човен потопив 14 кораблів загальною водотоннажністю 87 388 брт і пошкодив 1 корабель водотоннажністю 2 588 брт. З жовтня 1943 по січень 1944 року пройшов курс командира підводного човна в 24-й навчальній флотилії. З 21 січня 1944 року — командир U-198. 20 квітня вирушив у свій перший і останній похід. 12 серпня біля Сейшельських островів човен був потоплений глибинними бомбами, скинутими з британського фрегата «Файндгорн» та індійського шлюпа типу «Блек Свон» «Годаварі». Всі 66 членів екіпажу загинули.
Всього під час походу Гойзінгер потопив 4 судна загальною водотоннажністю 22 912 брт.
| Date        | Name of ship | Тип               | Tons  | Вантаж                        | Екіпаж | Загиблі | Країна                     | Конвой |
| ----------- | ------------ | ----------------- | ----- | ----------------------------- | ------ | ------- | -------------------------- | ------ |
| 16 Jun 1944 | Columbine    | Торговий пароплав | 3,268 | Лісоматеріали                 | 52     | 23      | Південно-Африканський Союз |        |
| 15 Jul 1944 | Director     | Торговий пароплав | 5,107 | 500 тонн генеральних вантажів | 57     | 1       | Британська імперія         |        |
| 6 Aug 1944  | Empire City  | Торговий теплохід | 7,295 | 8 403 тонни вугілля           | 50     | 2       | Британська імперія         | DKA-21 |
| 7 Aug 1944  | Empire Day   | Торговий теплохід | 7,242 | 8 226 тонн вугілля            | 43     | 0       | Британська імперія         |        |

## Звання
- Кандидат в офіцери (1 жовтня 1938)
- Морський кадет (1 липня 1939)
- Фенріх-цур-зее (1 грудня 1939)
- Обер-фенріх-цур-зее (1 серпня 1940)
- Лейтенант-цур-зее (1 квітня 1941)
- Оберлейтенант-цур-зее (1 січня 1943)

## Нагороди
- Нагрудний знак мінних тральщиків
- Нагрудний знак підводника
- Залізний хрест 2-го і 1-го класу